# Langrickenbach
Langrickenbach é uma comuna da Suíça, no Cantão Turgóvia, com cerca de 1.060 habitantes. Estende-se por uma área de 10,83 km², de densidade populacional de 98 hab/km². Confina com as seguintes comunas: Altnau, Birwinken, Erlen, Güttingen, Lengwil, Münsterlingen, Sommeri.
A língua oficial nesta comuna é o Alemão.